# Ha-lê-bạt-ma
Ha-lê-bạt-ma (zh. 訶梨跋摩, sa. harivarman), thế kỷ thứ 4, cũng được gọi theo tên dịch nghĩa là Sư Tử Khải (師子鎧), là vị Tổ sư của Thành thật tông. Sư sinh trong một gia đình Bà-la-môn ở Trung Ấn, trước học ngoại đạo, sau gia nhập Tăng-già tu tập theo giáo lý của Thuyết nhất thiết hữu bộ (sa. sarvāstivādin). Quan điểm của Sư lại không tương ưng với học thuyết của Hữu bộ nên sau một thời gian ngắn, Sư rời bộ này và bắt đầu nghiên cứu kinh điển và thông cả Tam tạng. Sau Sư đến Hoa Thị thành (sa. pāṭaliputra) chung học Đại thừa kinh điển với những tăng sĩ thuộc Đại chúng bộ (sa. mahāsāṅghika). Trong thời gian này, Sư viết bộ Thành thật luận (zh. 成實論, sa. satyasiddhiśāstra), phát triển tư tưởng tính Không (sa. śūnyatā). Thành thật luận được Cưu-ma-la-thập dịch sang Hán văn và sau này trở thành bài luận cơ bản của Thành thật tông.